# Phragmidium sanguisorbae
Phragmidium sanguisorbae är en svampart som först beskrevs av Augustin Pyrame de Candolle, och fick sitt nu gällande namn av Joseph Schröter 1887. Phragmidium sanguisorbae ingår i släktet Phragmidium och familjen Phragmidiaceae.   Inga underarter finns listade i Catalogue of Life.